# Едисон (Џорџија)
Едисон (Џорџија) (енгл. Edison) град је у америчкој савезној држави Џорџија. По попису становништва из 2010. у њему је живело 1.531 становника.

## Демографија
Према попису становништва из 2010. у граду је живело 1.531 становника, што је 191 (14,3%) становника више него 2000. године.
| Група             | 2000.       | 2010.       |
| Белци             | 418 (31,2%) | 459 (30,0%) |
| Афроамериканци    | 907 (67,7%) | 975 (63,7%) |
| Азијати           | 0 (0,0%)    | 16 (1,0%)   |
| Хиспаноамериканци | 17 (1,3%)   | 66 (4,3%)   |
| Укупно            | 1.340       | 1.531       |